# Konjunktur

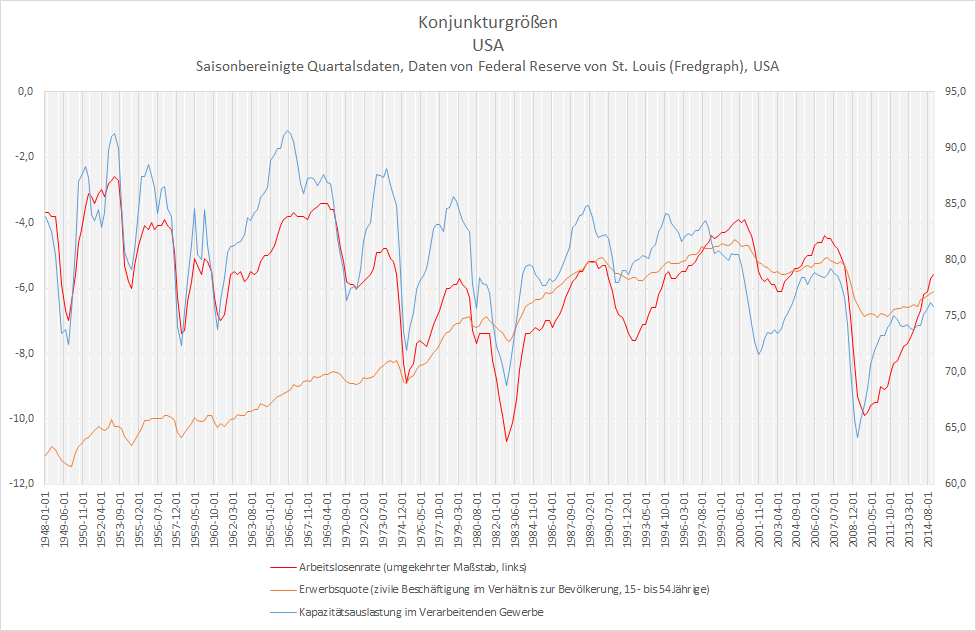
USA:s ekonomiska data om kapacitetsutnyttjande, sysselsättningsgrad och arbetslöshetsgrad

Konjunktur är det rådande ekonomiska tillståndet i en ekonomi med avseende på flera variabler, framförallt arbetslöshet, tillväxt och inflation. Tidsperioden mellan två låg- eller högkonjunkturers respektive klimax kallas konjunkturcykel. Vanligen är en konjunkturcykel mellan tre och åtta år lång. Äldre konjunkturcykler var vanligen längre, mellan 1818 och 1913 var de vanligen mellan sju och elva år.

## Högkonjunktur
När industrin producerar och har fullt upp att leverera råder högkonjunktur ("goda tider"). Ekonomin går alltså väldigt bra och arbetslösheten är låg. Även högkonjunkturen har sin skuggsida: den ökade efterfrågan leder till ökade investeringar. När investeringarna ökar, skapas lätt flaskhalsar i produktionen, eftersom investeringarna inte alltid sker lika. Till sist är alla produktionsmedel fullt sysselsatta och det blir brist på arbetskraft med speciell utbildning, brist bidrar till att minska efterfrågan, inte bara inom exportindustrin utan också hos underleverantörerna. Högkonjunktur är en period där det är hög sysselsättning, stor investeringsaktivitet och stigande priser.
En långvarig eller kraftig högkonjunktur riskerar också att leda till en finansbubbla när avkastningarna på investeringar skjuter i höjden och intresset av att investera överstiger verkliga behovet, och inte bara en efterfrågan som är styrd av förväntningar på avkastning.
En välkänd högkonjunktur är framförallt andra halvan av 1920-talet, som kallas "det glada 1920-talet". Då var konjunkturcykeln efter första världskriget dock inte typisk. Slutet på första världskriget medförde högkonjunktur särskilt i de neutrala staterna. 1920 utbröt dock kris i USA, vilken snabbt spred sig till hela världen utom inflationsländerna Tyskland och Österrike. Krisen var en deflationskris med snabba prisfall på varor. Sverige drabbades något senare. Omkring 1924 hade valutaförhållandena i inflationsländerna erhållit stadga och ekonomin stabiliserades. perioden 1925–1929 kännetecknades av ekonomisk uppgång som från 1927 övergick i högkonjunktur.

## Lågkonjunktur
Under lågkonjunkturer är den totala efterfrågan på varor och tjänster mindre än vad som skulle kunna produceras. När orderna inte kommer in får företagen svårt att behålla sina anställda, samt mindre resurser att investera i ny teknik. Arbetslösheten ökar.
Eftersom efterfrågan är låg, blir det också mindre prishöjningar än under högkonjunktur. Ibland kan det till och med hända att prisnivån sjunker, vilket kallas deflation. En lågkonjunktur med minskande BNP under en längre tid kallas recession. En extremt kraftig och långvarig nedgång kallas depression.
Att konjunkturkurvan inte går snett nedåt i all oändlighet, beror på att det förekommer en viss efterfrågan även vid lågkonjunkturer. Efter en tid har företagen sålt ut sina lager och måste börja nyproducera och nyanställa folk. Så sprider sig investeringarna som ringar på vattnet. När många företag gör på samma vis, svänger konjunkturkurvan uppåt mot en begynnande högkonjunktur.
En berömd lågkonjunktur är "Den stora depressionen", som utlöstes med börskraschen i USA i oktober 1929. Stora lågkonjunkturer (recessioner) har oftast följt så kallade bankrusningar då förtroende för bankväsendet har minskat och penningpolitiken blivit ifrågasatt. Bankrusningar uppstår ur att bankernas reservkvot, dvs tillgångar inte täcker upp de lån man har emot sina fordringsägare.